# Marian Sołtysiak (historyk sztuki)

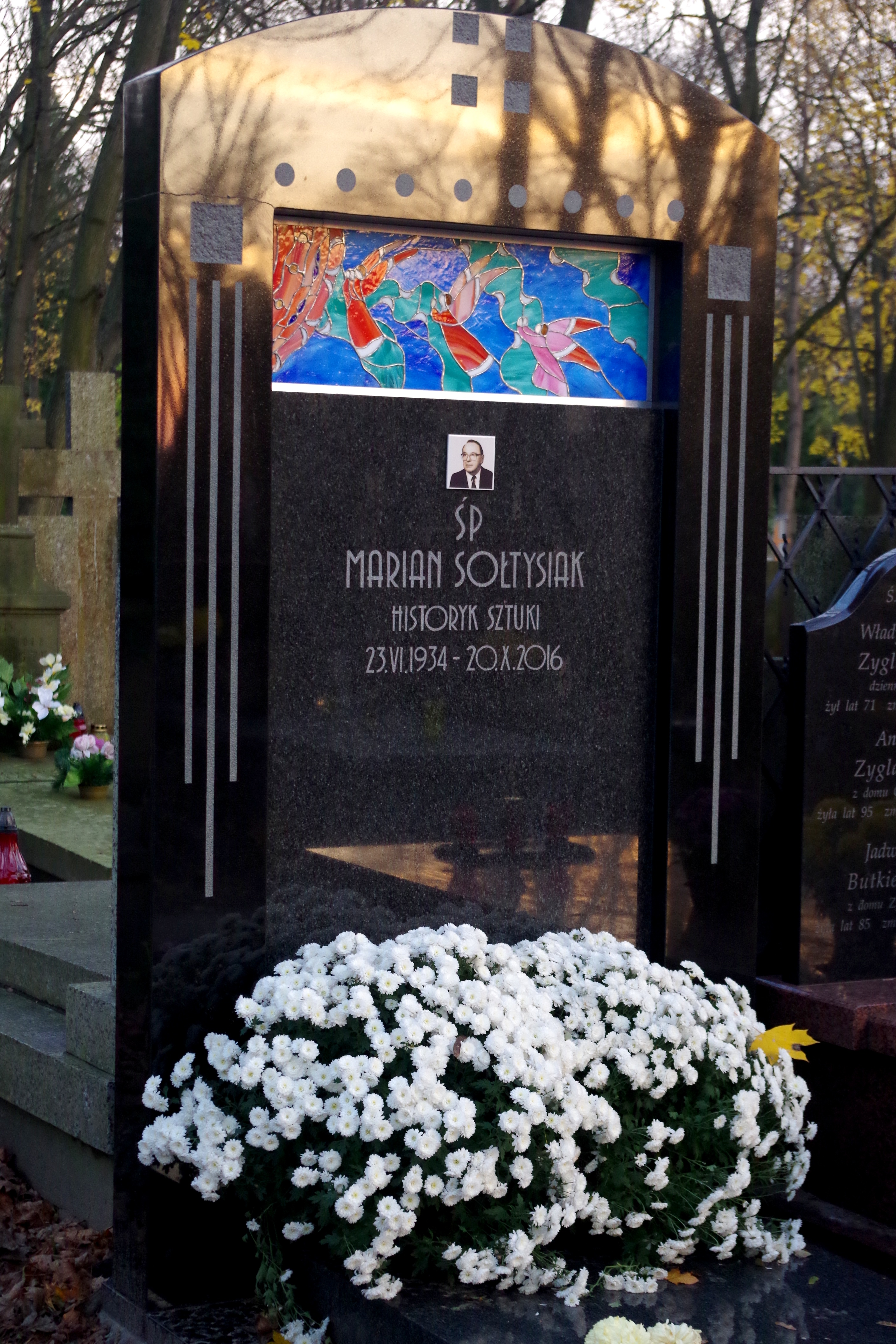
Grób Mariana Sołtysiaka na cmentarzu Powązkowskim w Warszawie

Marian Sołtysiak (ur. 23 czerwca 1934, zm. 20 października 2016) – polski historyk sztuki, doktor nauk humanistycznych, muzealnik, działacz społeczny i nauczyciel akademicki.

## Życiorys
W latach 1961–1977 był dyrektorem Muzeum Mazowieckiego w Płocku. W okresie jego urzędowania Muzeum zostało między innymi przeniesione do pomieszczeń w Zamku Książąt Mazowieckich. Był również inicjatorem utworzenia kolekcji sztuki secesyjnej w Płocku. Następnie w latach 1977–1980 był organizatorem i pierwszym dyrektorem Zarządu Ochrony i Konserwacji Zespołów Pałacowo-Parkowych Muzeum Narodowego w Warszawie, zaś w latach 1980–1986 zastępcą dyrektora Zamku Królewskiego w Warszawie i w latach 1986–1990 dyrektorem Muzeum Narodowego w Warszawie. W czerwcu 1988 został powołany w skład Rady Ochrony Pamięci Walk i Męczeństwa (do 1990).
Był również kuratorem Ośrodka Wydawniczego Arx Regia Zamku Królewskiego w Warszawie oraz dyrektorem zarządzającym Przedsiębiorstwa Zagranicznego Partimonium w Warszawie, a także nauczycielem akademickim w Szkole Wyższej im. Pawła Włodkowica w Płocku oraz Akademii Humanistycznej im. Aleksandra Gieysztora w Pułtusku.
Był wieloletnim członkiem Stowarzyszenia Historyków Sztuk, w którym piastował między innymi w latach 1991–1997 funkcję sekretarza generalnego Zarządu Głównego. Od 2004 był także Członkiem Honorowym SHS. Był również prezesem Towarzystwa Opieki nad Zabytkami w latach 1998–2007. Za niestrudzoną pracę na rzecz ochrony zabytków został wyróżniony w 2004 odznaką "Za opiekę nad zabytkami".